# La Remuée
La Remuée är en kommun i departementet Seine-Maritime i regionen Normandie i norra Frankrike. Kommunen ligger i kantonen Saint-Romain-de-Colbosc som tillhör arrondissementet Le Havre. År 2022 hade La Remuée 1 280 invånare.

## Befolkningsutveckling
Antalet invånare i kommunen La Remuée
| Referens: INSEE |